# Instituto de Pensamiento Estratégico Ágora
El Instituto de Pensamiento Estratégico Ágora (IPEA) es una asociación civil con sede en la Ciudad de México, cuyo objetivo es el análisis de las políticas públicas y la divulgación de ideas orientadas hacia el mercado libre en México.
Una de las actividades más importantes de IPEA es el proyecto de formación de una generación de jóvenes líderes políticos que denominan Un Millón de Jóvenes por México que al momento tiene presencia en 13 ciudades de México a través de 8 universidades, estas agrupaciones estudiantiles constituyen los Capítulos IPEA. Otra actividad destacada es la universidad de verano anual llamada Universidad IPEA que organiza con el aval internacional de Atlas Economic Research Foundation y RELIAL.

## Legión de la Libertad
Desde 2009 el Instituto de Pensamiento Estratégico Ágora entrega el premio Legión de la Libertad, que dirigen a quienes esta organización considera que han defendido la libertad individual en una situación que demande riesgo o sacrificio personal en algún lugar del mundo.  
||

| Año  | Persona                                         | Nacionalidad    | Noticias |
| ---- | ----------------------------------------------- | --------------- | -------- |
| 2009 | Lech Walesa                                     | Polonia         |          |
| 2009 | Václav Klaus                                    | República Checa |          |
| 2009 | Margaret Thatcher                               | Inglaterra      | Video    |
| 2009 | Tom G. Palmer                                   | Estados Unidos  |          |
| 2010 | Lorenzo Servitje                                | México          |          |
| 2010 | Carolina de Bolívar                             | México          |          |
| 2010 | Rajmohan Gandhi                                 | India           |          |
| 2011 | Álvaro Uribe                                    | Colombia        |          |
| 2012 | Stanislaw Dziwisz (en memoria de Juan Pablo II) | Polonia         |          |

### Capítulos Universitarios
Los capítulos IPEA están presentes en las universidades Mexicanas. Los capítulos desarrollan, analizan e investigan acerca de los temas de coyuntura en la sociedad mexicana. El primer capítulo IPEA comenzó en el ITESM campus Querétaro y ahora se encuentran presentes en las siguientes universidades: 
| Capítulo                                                              | Presidente              |
| --------------------------------------------------------------------- | ----------------------- |
| Instituto Tecnológico y de Estudios Superiores de Monterrey Santa Fe  | Raymundo Von Bertrab    |
| Instituto Tecnológico y de Estudios Superiores de Monterrey Querétaro | José Alejandro Enríquez |
| Instituto Tecnológico Autónomo de México                              | Fernando Alcázar        |
| Universidad Panamericana Sede México                                  | Lurdes Gutiérrez        |
| Escuela Libre de Derecho                                              | Stephanie Valerio       |
| Universidad Nacional Autónoma de México                               | Tahiri Trillanes        |